# 可調速驅動器

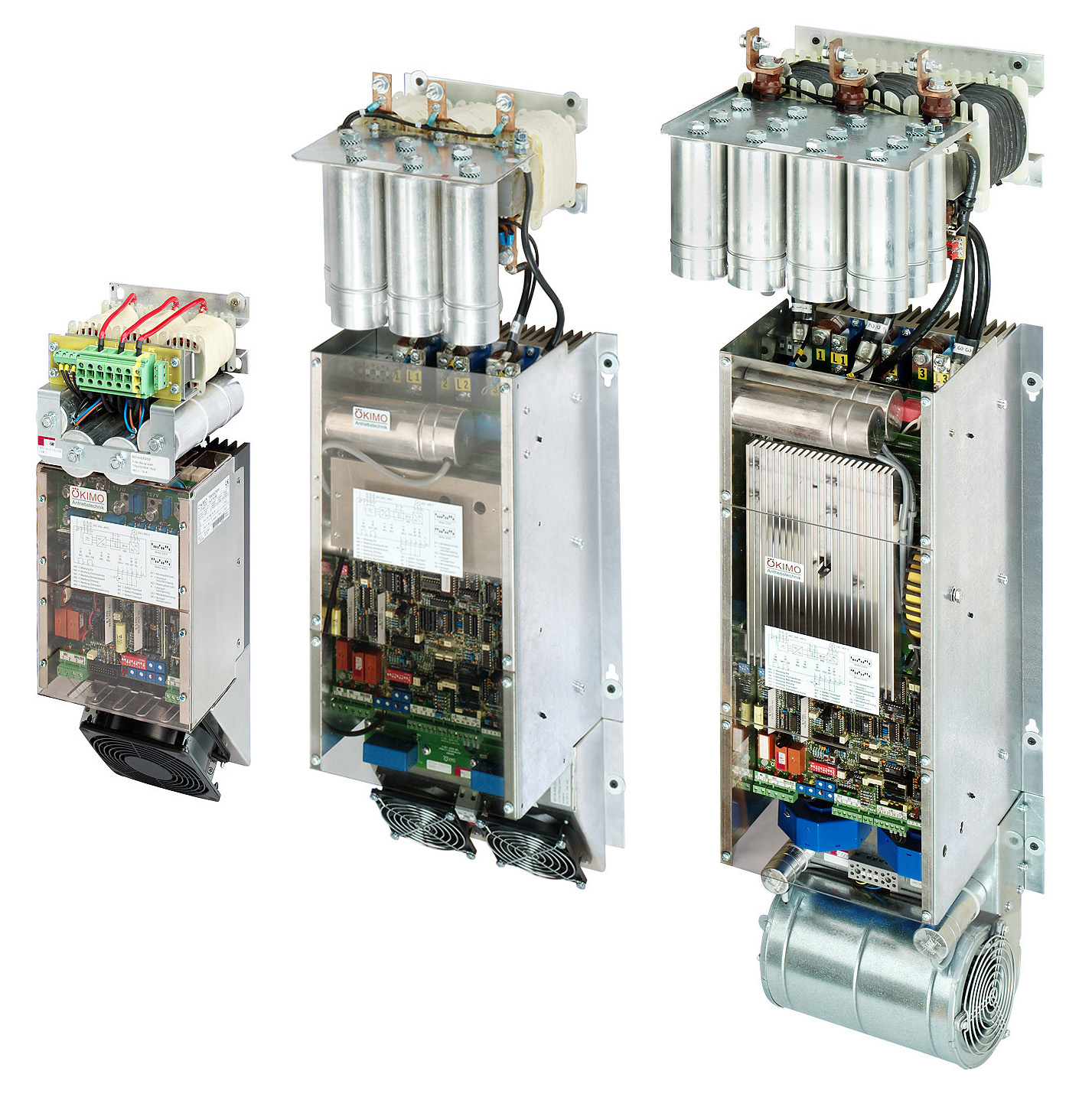
回昇式變頻器，有電容器（變頻器最上方）及電感器為回生能量進行濾波

可調速驅動器（Adjustable speed drive）簡稱ASD，也稱為變速驅動器（Variable speed drive），簡稱VSD，是指可以調整機械速度的設備。許多工業設備（例如組裝線）會針對不同的應用，運作在不同的速度。若製程條件需要調整泵或是風扇產生的流體流動，在許多控制流體流量的應用中，可以透過調整設備速度來節省能源。
若設備的速度可以從幾個事先規劃好的速度（例如高速、中速、低速）中選擇一個，此驅動器稱為是「可調速」（adjustable speed）。若設備速度可以在一定範圍內自由調整，即可以稱為「變速」（variable speed）。
可調速驅動器及變速驅動器可能是純機械、機電、液壓及電子的。

## 電動機
交流電動機若以交流電源驅動運轉，可以根據其定子極數及交流電源頻率，會在固定的轉速下運轉。交流馬達可以運作在「換極」的運作方式，重新調整定子繞組的方式，以調整定子的極數，可以得到二種或是三種的速度。例如一個八極電動機的機器，可以透過調整接線的方式，而是以4極或8極運作運轉，假設工頻為60Hz，對應的轉速為1800RPM及900RPM。若不常需要有速度的變動，電動機可能一開始接線為某一種轉速的模式，若製程條件變化，可以重新接線，或是透過電磁接觸器在兩個速度之間切換。要在超過三個速度之間切換就沒有經濟價值了。
可設定定速運轉的速度組數隨著極數增加而增加，因此也會受到成本的限制。若需要速度組數太多，或是需要無段變速，就需要其他的方法了。
直流馬達可以調整串接場電流來調整速度，另一種調整直流馬達速度的方式是改變電樞上的電壓。
可調速驅動器可以用電動機以及調整電動機轉速的控制器組成。若是定速電動機配合一個可以調整機械轉速的機構，也可以稱為可調速驅動器（電動機速度固定，但驅動負載的速度可變）。隨著電力電子學技術的進步，許多傳統的可調速驅動器技術已經被變頻器（variable frequency drives）取代。

## 使用可調速驅動器的原因
使用可調速驅動器的原因，主要會是為了过程控制及節約能源。一開始使用可調速驅動器的目的是為了过程控制，但後來節約能源成為同樣重要的主題。

### 避免反覆啟動停止
相較於傳統定速運作模式，可調速控制器可以提供比下更平順的運作。以污水抽水站為例，污水會因重力經由管路流到最下方的濕井中，接下來會將污水抽到處理製程中，若是用定速泵，會在濕井污水高過某一水位時開始抽水，低到某一水位後停止抽水。反覆的開關泵浦會有在啟動電動機時出現突波電流，在電動機及功率控制設備上會有電磁應力及熱應力，泵浦及管路會有機械及液壓應力，污水處理設備需要處理開關泵浦産生的突波。若使用可調速的驅動器，泵浦可以在濕井水位上昇時平順地加速運行，讓所抽的污水量可以符合污水處理製程所需，製程也可以平順運作。

### 節省能源
在工業電動機的應用中，主要的能源消耗是在風扇和泵浦上。若定速風扇和泵浦要應用在變動製程的負載上時，需設法調整其流量，最簡單變動流量的方式是在風扇的管路輸出處增加擋板，或是在泵浦的管路輸出處增加閥，增加其壓力損失，因此降低其流量。不過增加的壓力損失也就會形成能量的損失上。若可以用增加設備的方式，不讓這些能量損耗，可能可以降低整體成本（電費及設備成本）。若是用可調速驅動器來驅動風扇或是泵浦，可以依需要調整速度，以避免額外的能源耗損。
若風扇是由定速電動機所驅動，在不加裝擋板的情形下，其產生的風量是設計用在系統最大需求的條件下，可能會比當時需要的風量要大。風量可以用擋板來調整，但更有效率的作法是調整電動機的速度。根據流體機械相似定律，若風量為原來的50%，變速電動機的耗能會減為原來的20%，而定速電動機的耗能會是原來的85%。

## 可調速驅動器的種類
有些原動機（例如内燃机、往復式蒸氣機、蒸氣渦輪發動機、水輪等），速度在一定範圍可以連續無段變化（可能是透過燃料供給速率或是其他方式）。不過在很高或是很低的速度範圍下，效率可能會不佳，而且可能會有些系統因素，使系統無法運作在非常低或是非常高的速度。
在電動機發明前，會用機械式的調速器來調整水輪或是蒸氣機產生的機械功。當開始使用電動機後，也同時出現了許多調整電動機速度的設備。現今在工業驅動器市場上，機械驅動器、液壓驅動器及電子驅動器是彼此競爭的產品。

### 機械可調速驅動器
機械可調速驅動器有兩種：變節徑驅動器及牽引驅動器。
變節徑驅動器（variable pitch drive）是皮帶輪帶動的驅動器，其中一個或是兩個皮帶輪的節徑可以調整。
牽引驅動器（traction drive）是用金屬輥子（roller）在另一個配合的金屬輥子上轉動來傳遞能量。可以用移動輥輪，改變接觸路徑上的輥子直徑，來調整入及輸出的速度比。已有許多不同的輥子外形及相關機構設計。

### 液壓可調速驅動器
液壓可調速驅動器有三種：靜液壓傳動器、動液壓傳動器以及液壓粘性傳動器。
靜液壓傳動器（hydrostatic drive）屬於變速器的一種，包括一個液壓泵浦以及液壓馬達。其中使用了正排量泵浦及馬達，泵浦及馬達旋轉一圈會對應一定量的流體，這是依排量決定的，和速度及轉矩無關。速度的調節是透過閥來調整流體的流量，或是調整泵浦或馬達的排量。目前已有使用許多不同款式的設計。斜盤傳動器採用了軸向活塞泵及（或）馬達，可以調整斜盤角度來調整排量以及速度。
動液壓傳動器（Hydrodynamic drive）也稱為液力耦合器，利用油在定速輸入軸上的葉輪以及變速輸出軸的轉子之間傳遞扭矩。汽車自動變速器中的液力变矩器就屬於動液壓傳動器
液壓粘性傳動器（hydroviscous drive）有一個或是多個連接到輸入軸的碟片，與其平行的是另外一個或多個連接在輸出軸的碟片上，兩組碟片之間有油膜，用以傳遞轉矩。之傳遞的力矩和輸入軸及輸出軸之間油的壓力成正比，一般會用液壓缸來控制其壓力。此作用可以用在離合器上，例如Hele-Shaw離合器，也可以用作變速驅動器，例如Beier變比例齒輪箱。

### 無段自動變速器
機械或是油壓的可調速驅動器若應用在車輛、農業機械等設備上，也常稱為变速器或無段自動變速器（CVT）。

### 電子可調速驅動器

#### 控制方式
控制可以是自動的，也可以是手動的。手動的可以用電位器或是線性霍爾效應感測器（抗塵抗油污效果較好），自動的則可以利用旋轉編碼器量測轉速，進行自動控制。

#### 驅動器種類
電子可調速驅動器，會依電動機及控制方式的不同，分為三種：直流電動機驅動器、VS馬達驅動器以及交流電動機驅動器。每一種又有許多較細的分類。電子驅動器會包括電動機以及速度控制單元（或系統）。不過一般在電子電機領域提到驅動器（drive），多半只考慮控制器，不包括電動機。在電動機技術發展初期，有使用電機機械的控制系統，後來的電子控制器是使用真空管進行設計。在固態電子元件普及之後，新的控制器設備也就加入了最新的電子控制技術。

#### 直流驅動器
直流驅動器是指配合直流电动机的速度控制系統。直流電動機的速度和電樞電壓成正比，和電動機磁通（場電流的函數）成反比，因此用電樞電壓或是場電流都可以控制速度。有許多不同種類的直流电动机，其控制方式也有不同。

#### VS馬達驅動器
VS馬達驅動器也稱為渦電流驅動器（eddy current drive），有時也會依其主要廠牌稱為Dynamatic驅動器（Dynamatic drive），其中會有一個定速電動機（多半會是异步电动机）以及渦電流的離合器。離合器中有定速的轉子，另一側是可調速的轉子，兩者之間有小的氣隙。場繞線上的直流電流會產生磁場，此磁場會決定定速轉子傳遞給可調速轉子的力矩大小。VS馬達內部會在可調速轉子加裝交流的轉速表，以回授轉速資訊。控制器會根據轉速資訊，調整離合器電流以進行閉迴路的速度控制。
VS馬達驅動器是滑差控制的系統，而且滑差能量會變成熱而散失，理論上VS馬達驅動器的效率不會比交流/交流轉換器為基礎的驅動器要好。電動機以全速運作，並且產生負載所需要的轉矩。輸出軸會傳遞相同大小的轉矩，但其速度較慢。因為功率是轉速和轉矩的乘積，輸入功率等於電動機轉速乘以轉矩，而輸出功率等於驅動器輸出轉速乘以轉矩，電動機轉速和輸出轉速的差稱為「滑差轉速」。從離合器耗散的熱等於滑差轉速乘以轉矩。目前變頻器已在大部份的應用中取代了VS馬達驅動器，不過在耦合大慣量，常需要啟動停止的設備（例如沖壓機、輸送帶、起重機械或是大型工具機）還是常使用VS馬達驅動器，這類設備可以漸進啟動，而VS馬達驅動器的維護，比機械式離合器或液壓可調速驅動器要簡單。

#### 交流驅動器
交流驅動器是指配合交流電機的速度控制系統。
滑差控制繞線轉子异步电动机（WRIM）驅動器在轉子上有滑環，可以控制電動機的滑差，控制方式包括將滑差能量再回灌到定子上，或是用調整轉子外加電阻的方式調整轉子電流。調整轉子電阻的驅動器效率也不如交流/交流轉換器為基礎的WRIM驅動器，因此也不再流行，只在一些特殊的應用中才會使用。
滑差能量回收系統可以將能量回收到定子側，轉換滑差能量，回收到定子側的電源。若是調整轉子電阻的驅動器，這部份的能量就會變成熱散失了。滑差能量回收的可調速驅動器用在大型的風扇、泵浦，風力發電機，船舶推進系統，大型液壓泵浦或發電機，或是能量儲存用的飛輪中。早期滑差能量回收系統會用電機機械的設備來進行交流/交流轉換器轉換（例如包括整流器、直流電動機以及交流發電機的系統），這稱為克拉莫驅動器（Kramer drive），最近的系統用變頻器（VFD），稱為靜態克拉莫驅動器（static Kramer drive）。
一般而言，最基本組態的變頻器可以進行异步电动机或是同步電動機的速度控制，方式是調整提供給電動機電源的頻率

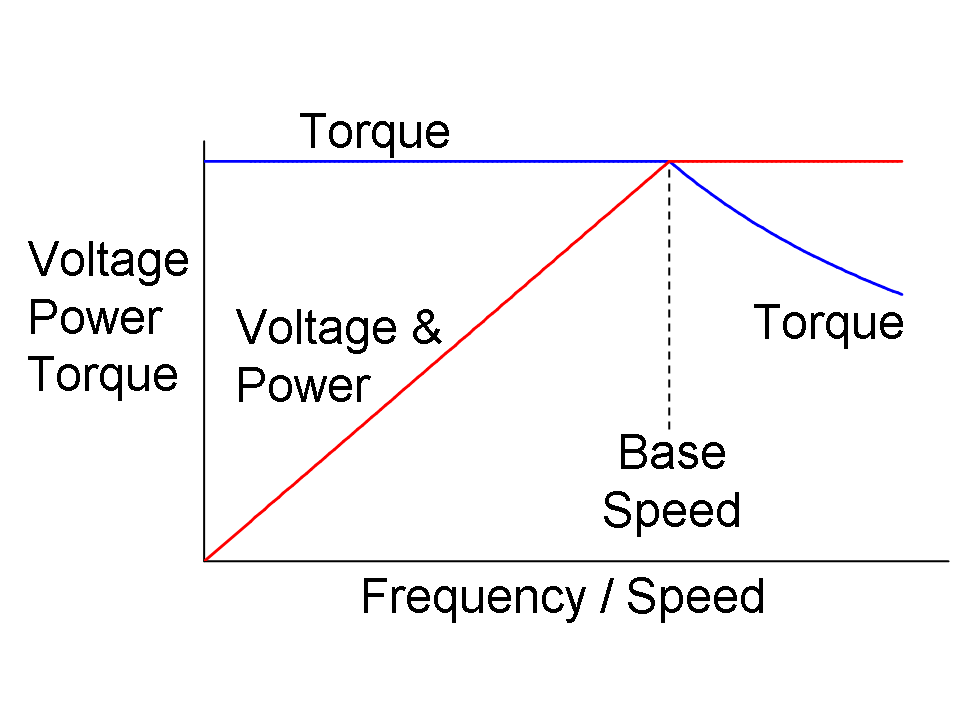
電動機不同頻率下的電壓、功率及轉矩
紅色：V/f曲線以及各頻率下的功率
藍色：各頻率下的轉矩

在一些低階的變頻器中，會用V/f控制來控制异步电动機，其主要原理是將交流電動機電壓除以頻率的比值維持在一定值，因此在運行頻率範圍之間就可以改變其頻率，並且調整其功率。此運行範圍一般是在電動機基頻以下，電動機在基頻運轉時，其電壓會是額定電壓。若在超過基頻以上的頻率運轉時，其電壓會維持定值，因此電壓除以頻率的比值會隨頻率增加而減少，其輸出功率不變，但轉矩會減低。
回昇型交流驅動器也是交流驅動器的一種，在負載速度比馬達速度快時，回昇型交流驅動器可以將能量回收到交流供電系統中。
在變頻器條目中有列出許多不同種類交流電動機使用的電子速度控制技術。